# Minilasiocala martinezi
Minilasiocala martinezi är en skalbaggsart som beskrevs av Gutierrez 1951. Minilasiocala martinezi ingår i släktet Minilasiocala och familjen Rutelidae. Inga underarter finns listade i Catalogue of Life.